# Cratere Othello
Othello è un cratere sulla superficie di Oberon.